# Афанасіївка
Афанасі́ївка — село в Україні, у Снігурівській міській громаді Баштанського району Миколаївської області. Населення становить 630 осіб. Розташоване на річці Інгулець.

## Історія
Село засновано 1810 року. Також мало назву Озерище. Спочатку Афанасіївка — Озерище було селом майора Афанасія Федорова сина Сойманова. Село з трьох боків оточене заплавами й озерцями. До 1920 року входило до складу Отбідо-Василівської волості Херсонської губернії.
До скасування кріпацтва село належало роду Рафтопуло. Зокрема нащадки Костянтина Рафтопуло на 1860 рік володіли в Афанасіївці 103 кріпосними на 24 двори.

#### Під час повномасштабної війни
Афанасіївка була окупована російськими військами 7 місяців після початку російського вторгнення в Україну у 2022-му році.  
Підрив росіянами дамби Каховської ГЕС в червні 2023 року спричинив масові повені в Херсонській та Миколаївській областях. Невелика Афанасіївка площею менше ніж 4 квадратних кілометри за добу майже вся пішла під воду. Три мости, що з’єднували Афанасіївку з сушею, пішли під воду. Село залишилося без світла, продуктів та питної води. Кілька днів допомогу в Афанасіївку українські військові возили човнами. Вода зруйнувала понад 100 будинків. 

#### Острівне поселення
Наразі село знаходиться на острові посеред водних заплав, повністю відрізане від шляхів сполучення.

## Населення

### Мова
Розподіл населення за рідною мовою за даними перепису 2001 року:
| Мова       | Кількість | Відсоток |
| ---------- | --------- | -------- |
| українська | 606       | 95.87%   |
| російська  | 24        | 4.13%    |
| Усього     | 630       | 100%     |